# 357 (музичка група)
357 је српски crossover, ска, рок, реп бенд из Београда.

## Историјат
Српски рок састав "357" основан је у мају 1996. године, а основао је певач Никола Хаџи Николић. 
Бенд је почео са радом 1996. године у клубу „Магнум“, где су свирали сваке среде обраде песама бендова Rage Against the Machine, Фејт ноу мор, Нирвана, Прајмус, Ред хот чили пеперс, Rollins Band и многих других.
357 је почео да ради своје песме под утицајем хард рока, панка, регеа, фолка и комбинацијом других жанрова у њиховој музици због којих су постали „crossover“ бенд.
Први албум издали су новембру 1996. године под називом „Pianissimo“. Међутим, при издавању албума су уследили велики проблеми јер ниједна друга дискографска кућа није хтела да им изда албум зато што им се није допао, а нису ни видели никакав комерцијалан интерес за пробој албума. Због проблема око издавања албума, 1996. године издали као самиздат у формату аудио-касете. Ту чињеницу да нико други није хтео да им изда албум је најбоље искористила тада новоформирана дискографска кућа Сити рекордс, која је крајем 1997. године реиздала албум на компакт-диску и аудио-касети. Песме су писане на српском али и на енглеском језику. Бенд тада чине две трубе, клавијатуре, две гитаре, бубањ, бас гитара и вокал.
После издавања спота „Цигане“ и великог броја свирки, бенд је опет ушао у студио 1999. године. Издали су други по реду албум „Домаћи задатак“ за издавачку кућу Центросцена, месец дана пре почетка бомбардовања СРЈ. Године 2001. издали су трећи албум „III“ и учествовали у пројекту Песме изнад Истока и Запада, а 2003. године излази њихов албум „Из газда Жикине кухиње“.
У марту 2005. представили су се публици са (LIVE) албумом „Made in Serbia“, а 2007. године, заокружили су свој рад дуг 11 година са „Најбоље од 357“- плус хит песма „Једна је Србија“ коју је издала једна од тада водећих издавачких кућа на Балкану - Комуна.
 У септембру 2007. године Комуна & 357 су издали албум „QRČENJE“(„Магични квадрат“). Почетком октобра 2008. године бенд је ушао у студио и почео са израдом шестог студијског албума под именом „Најтраженији“. Он се, у издању ПГП-РТС-а, нашао у продаји почетком 2009. године.
Дана 12. новембра 2011. године бенд прави концерт у Москви. У 2012. објављују још две нове студијске песме. Реч је о песми „A Song For The End Of The World“ (постоје и верзије на српском (Песма За Крај Света) и руском језику) и обради песме „Ноћас ми срце пати“ Томе Здравковића која је требала да буде филмска музика за биографски филм о легендарном певачу кафанске музике који на крају није изашао.
Од његовог оснивања, бенд је кратко био угашен 2010. године.
Од 2015. године у саставу бенда је и Данијела Веселиновић, једина девојка у Србији која предводи трубачки оркестар.
2017. године вративши се на сцену издају албум Бакља, на коме су се нашли синглови објављени из периода 2011-2015, попут Песма за крај света, Свети Сава, Свјат и Песма о болу, као и неке нове песме међу којима су се истакле Расти и Бакља које су добиле спотове.

## Дискографија
- Pianissimo (1997)
- Домаћи задатак (1999)
- III (2001)
- Песме са Севера (2001)
- Из газда Жикине кухиње (2002)
- -Made in Serbia (уживо албум) (2005)
- Најбоље од 357 (2007)
- Магични квадрат (Qrčenje) (2007)
- Најтраженији (2008)
- Бакља (2017)